# Radical 128
耳 (Oreille) est un kanji composé de 6 traits et fondé sur 耳. Il fait partie des Kyōiku kanji et est étudié en 1re année.
Il se lit ぢ (ji) ou じょう (jō) en lecture on et みみ (mimi) ou のみ (nomi) en lecture kun.

## Exemple
"mimi wo sumaseba" est le titre d'un film du Studio Ghibli signifiant si tu tends l'oreille.

## Liens
- Vidéo d'apprentissage du tracé (site du MIT)